# Калви (Француска)
Калви (фр. Calvi) насеље је и општина у Француској у региону Корзика, у департману Горња Корзика која припада префектури Калви.
По подацима из 2011. године у општини је живело 5598 становника, а густина насељености је износила 179,42 становника/km². Општина се простире на површини од 31,2 km². Налази се на средњој надморској висини од 81 метар (максималној 700 m, а минималној 0 m).

## Демографија
| 1962. | 1968. | 1975. | 1982. | 1990. | 1999. | 2011. |
| ----- | ----- | ----- | ----- | ----- | ----- | ----- |
| 2.258 | 2.767 | 3.530 | 3.579 | 4.815 | 5.177 | 5.598 |

График промене броја становника у току последњих година